# Hugo Nolthenius (1848-1929)

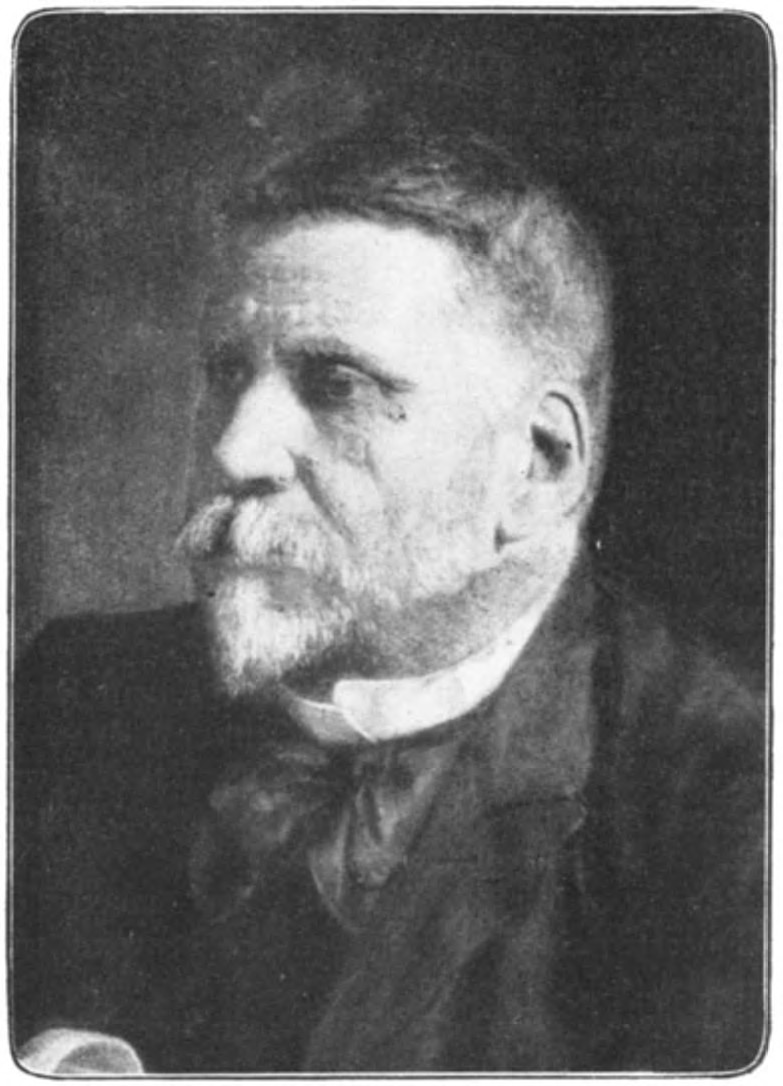
Hugo Nolthenius

Hugo Frederik Johan Nolthenius (Amsterdam, 20 december 1848 – Haarlem, 8 juni 1929) was een Nederlands musicus en classicus.
Hij was een zoon van Daniel Martinus Nolthenius en Anna Elisabeth Feysenroth. Hijzelf was getrouwd met Judith Engelbertha Aldophine Mertens. Dochters Bé en Elsa Nolthenius werden pianisten, zoon Hugo Nolthenius (1892-1979) was aanvankelijk cellist.

## Levensloop
Nolthenius was van beroep leraar klassieke talen aan het Stedelijk Gymnasium te Utrecht. Hij nam muzieklessen van Henri Viotta en Joseph Cramer op viool en Anton Averkamp in zang. Hij was in het seizoen 1876-1877 dirigent van het zanggezelschap Euphonia, in het seizoen 1879/1880 van Calliope in Naarden-Bussum en in de seizoenen 1888-1891 van de Wagner-vereniging in Utrecht.
Hij was via de afdeling Utrecht betrokken bij het hoofdbestuur van de Maatschappij tot Bevordering der Toonkunst. Hij leidde de commissie die in 1903 de algemene hervorming van de Maatschappij tot stand bracht. Hij was ook voorzitter van de examensregelingscommissie. Van 1894 tot 1910 was hij redacteur van het Weekblad voor Muziek, dat hij samen met Simon van Milligen had opgericht. Hij schreef ook muziekrecensies voor het Utrechtsch Dagblad.
Tachtig jaar oud overleed hij tijdens de festiviteiten rond het eeuwfeest van de Maatschappij ter Bevordering der Toonkunst. Hij zou tijdens die festiviteiten benoemd worden tot officier in de Orde van Oranje-Nassau en een ere-eeuwfeestpenning ontvangen, maar dit kwam te laat. Het eeuwfeest werd afgeblazen. Gedurende zijn leven was hij bestrijder van drankmisbruik en was hij vegetariër. Hij woonde in Laren, en werd op een reis naar zijn zoon in Bloemendaal (Noord-Holland) onwel, werd met spoed opgenomen in het Diaconessenziekenhuis aan de Hazerspaterslaan in Haarlem, maar dat mocht niet meer baten. Hij werd gecremeerd op Westerveld. Utrecht heeft de Noltheniusstraat naar hem vernoemd.

## Werk
Letzer noemt van hem de volgende werken:
- drie feestmarsen voor groot orkest (er zijn ook pianoarrangementen bekend)
- trio voor piano, viool en cello (pianotrio)
- Luarin, Wiegenliedeken aus Wolff’s Tannhäuser (lied op tekst van Julius Wolff naar de middeleeuwse dichter Tannhäuser)
- Drei Lieder:

1. Ach war ein Blatt (tekst Peter Cornelius)
2. An die nacht (tekst Michael Bernays)
3. Ich habe dich geliebt (tekst Heinrich Heine)

- Beim Fass, Trinklied uit Wolff’s Rattenfängerlieder (lied op tekst van Julius Wolff)
- Vier liederen op Hollandse teksten, waaronder Egoïsmus op tekst van P.A. de Genestet
- muziek bij Lucifer van Joost van den Vondel voor een opvoering door het Utrechtse Studenten Toneel (1904)
- muziek bij Philoctetes (Sophocles) voor een opvoering door de Utrechtse Gymnasten Vereniging

Verder verzorgde hij de vertaling van Richard Wagner en de wereld der dieren van H. von Wolzogen (uitgegeven in 1890) en een Gids door het muziekdrama in een bedrijf, Seleneia (van Emile von Brucken Fock), uitg. S. van Milligen, Amsterdam, 1895.